# Pascal Klewer

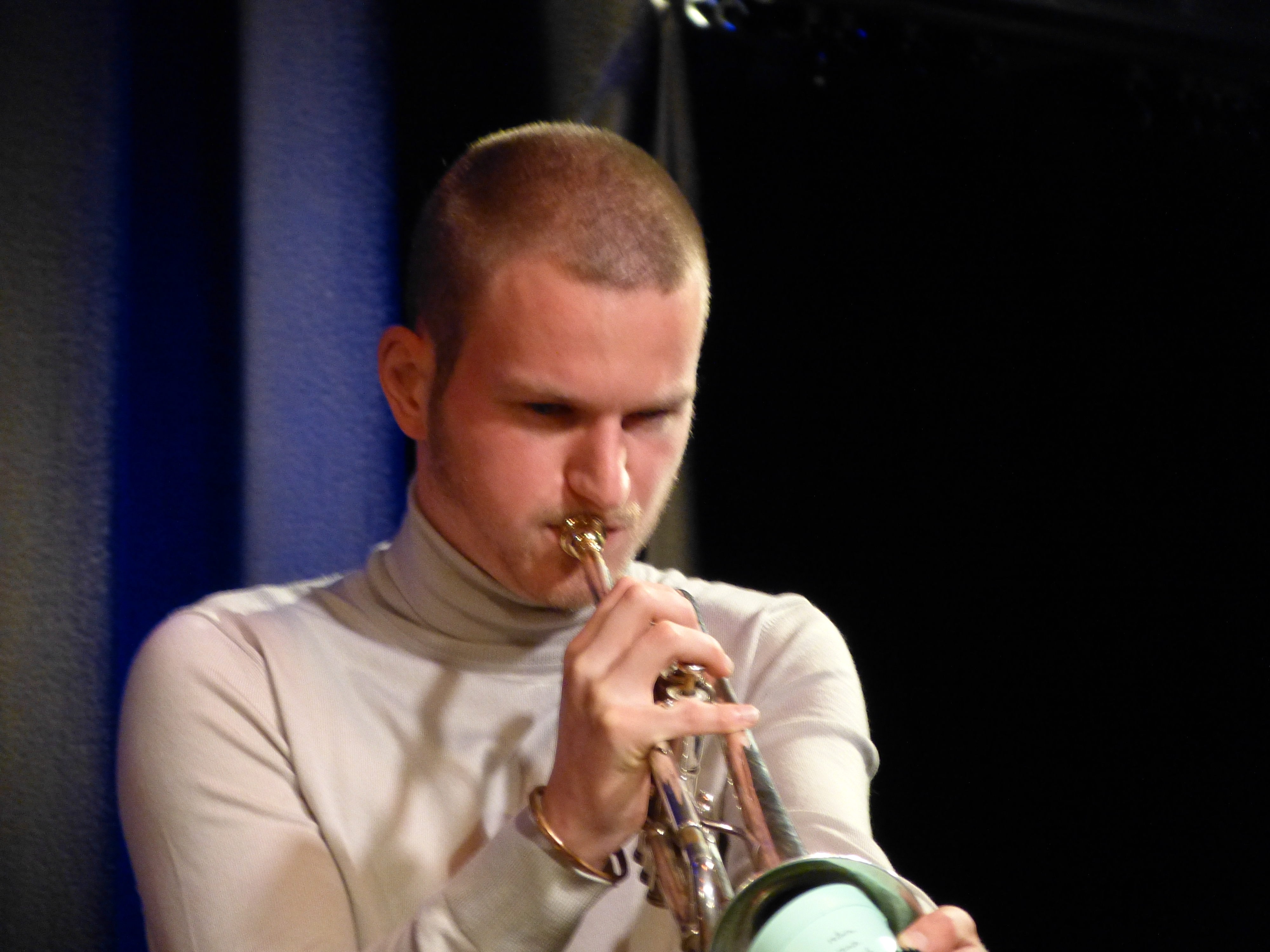
Pascal Klewer (2020)

Pascal Klewer (* 1997) ist ein deutscher Jazzmusiker (Trompete, Komposition), der auch eine eigene Bigband leitet.

## Leben und Wirken
Klewer begann im Alter von acht Jahren mit dem Trompetenspiel; er spielte bald in mehreren lokalen Orchestern sowie in Ensembles des Gymnasiums Gernsheim. Im Alter von 14 Jahren begann er, als er in Austin, Texas, lebte, sich mit Jazz zu beschäftigen. Ein Jahr später begann er, eigene Gruppen zu gründen und für verschiedene Genres und Gruppen zu komponieren. 2014 wurde er Mitglied des Landesjugendjazzorchesters Hessen; 2018/19 spielte er im Bundesjazzorchester. Von 2015 bis 2020 studierte er Jazztrompete an der Hochschule für Musik und Tanz Köln bei Andy Haderer, Niels Klein und Jürgen Friedrich.
Klewer leitete von 2017 bis 2023 seine Pascal Klewer Bigband, mit der er seit 2018 zahlreiche Auftritte hatte, teilweise gemeinsam mit Musikern wie Peter Brötzmann, Evan Parker, Christian Lillinger, Kit Downes, Christopher Dell, Pablo Held, Niels Klein und Kathrin Pechlof. Das Debütalbum Chasing Memories erhielt gute Kritiken. 2023 erschienen mit der Bigband Aufnahmen von 2021, Live at Loft, sowie Soloaufnahmen Klewers auf dem Piano. Daneben spielte er im Duo mit dem Schlagzeuger Simon Bräumer, im Duo mit dem Saxophonisten Victor Fox und im Trio mit der Bassistin Sofia Eftychidou und Simon Bräumer. Außerdem ist er Mitglied der in Köln ansässigen HipHop Brass Band MOZAH, von Maximilian Shaikh-Yousefs SH4iKH 9, von Carl Wittigs Aurora Oktett und des Sextetts von Julius van Rhee. Weiterhin dirigiert er eine Amateur-Bigband in Duisburg.
Klewer spielte auch mit der WDR Big Band, dem Cologne Contemporary Jazz Orchestra, dem Subway Jazz Orchestra, Grand Central Orchestra, dem Jugendjazzorchester NRW, dem Next Generation Orchestra, Sonnemann Quintett oder der Upper Manhattan Jazz Group sowie wie Diane Schuur, Dee Dee Bridgewater, Randy Brecker und Darcy James Argue.
Klewer komponierte für seine eigene Bigband, das Subway Jazz Orchestra, die Junior Band des LJJO Hessen und die Symphonic Band des Gymnasiums Gernsheim. Für seine Bigband-Komposition New Steps hat er beim Wettbewerb Jugend komponiert Hessen den Zweiten Preis gewonnen.

## Diskographische Hinweise
- Chasing Memories (Unit Records 2019; mit Matthias Schwengler, Cay Schmitz, Marvin Frey, Ferdinand Schwarz, Stephan Geiger, Philipp Schittek, Jonathan Böbel, Max Steffan, Tobias Herzog, Tobias Züri Haug, Claudius Stallbaum, Victor Fox, Florian Fries, Kira Linn, Lukas Wilmsmeyer, Samuel Gapp, Calvin Lennig, Roger Kintopf, Simon Bräumer)[2][3]
- Kon Mo Nko – live at 222 Festival (2020, mit Rudi Mahall, Johanna Summer, Reza Askari, Leif Berger)